# Lindo (mitología)
En la mitología griega, Lindo era un hijo de Cércafo y Cídipe, reyes de Rodas y nieto del dios del Sol, Helios, y de la ninfa Rodo.
Junto con sus hermanos Ialiso y Camiro recibió de su padre el gobierno de la isla de Rodas, que acababa de emerger de las aguas después del diluvio que ordenó Zeus para acabar con los telquines. Los tres hermanos dividieron la isla en tres zonas y fundaron sus respectivas capitales, a las que dieron su nombre.